# Fleutiauxia
Fleutiauxia es un género de escarabajos  de la familia Chrysomelidae. En 1933 Laboissière describió el género. Contiene las siguientes especies:
- Fleutiauxia armata (Baly, 1874)
- Fleutiauxia bicavifrons (Gressitt & Kimoto, 1963)
- Fleutiauxia cyanipennis Laboissiere, 1933
- Fleutiauxia flavida Yang, 1993
- Fleutiauxia fuscialata Yang, 1993
- Fleutiauxia glossophylla Yang in Li, Zhang & Xiang, 1997
- Fleutiauxia mutifrons (Gressitt & Kimoto, 1963)
- Fleutiauxia rufipennis Yang, 1993
- Fleutiauxia septentrionalis (Weise, 1922)
- Fleutiauxia violaceipennis Kimoto, 1989
- Fleutiauxia yuae (Yang, 1993)